# Эйрли, Эндрю
Эндрю Эйрли (англ. Andrew Airlie) — канадский актёр шотландского происхождения. Наиболее известен по роли Кэррика Грея (отца Кристиана) в фильме «Пятьдесят оттенков серого» и его сиквелах.

## Биография
Родился 18 сентября 1961 года в Глазго, Шотландия.
Дебютировал в 1990 году (в возрасте 29 лет) в небольшой роли в фильме Эндрю Бергмана «Первокурсник». Впоследствии Эйрли снялся в более чем ста различных фильмах и сериалах. Наиболее часто актёру доставались роли учёных и врачей, а также нередко Эйрли играл отцов главных героев — отца Кимберли в фильме «Пункт назначения 2», приёмного отца Сэма в сериале «Жнец», а также отца Кристиана Грея в фильме «Пятьдесят оттенков серого» и его продолжениях. Одной из немногих главных ролей в карьере актёр был удостоен в 2009 году в научно-фантастическом сериале «Притяжению вопреки», где он воплотился в роль Майка Госса, руководителя космического полёта.

## Фильмография
| Год       |    | Русское название                           | Оригинальное название                    | Роль                                |
| --------- | -- | ------------------------------------------ | ---------------------------------------- | ----------------------------------- |
| 1990      | ф  | Первокурсник                               | The Freshman                             | посетитель торгового центра         |
| 1993—1996 | с  | Секретные материалы                        | The X-Files                              | Роб / прокурор                      |
| 1993      | ф  | Уж кто бы говорил 3                        | Look Who's Talking Now                   | пилот                               |
| 1996      | ф  | Дорога домой 2: Затерянные в Сан-Франциско | Homeward Bound II: Lost in San Francisco | отец Такера                         |
| 1996      | ф  | Страх                                      | Fear                                     | Алекс МакДауэлл                     |
| 1997      | с  | Тысячелетие                                | Millennium                               | доктор Уиллмор                      |
| 1997—1999 | с  | Вайпер                                     | Viper                                    | доктор Хармон / Чарли Питерсон      |
| 1998      | с  | Полтергейст: Наследие                      | Poltergeist: The Legacy                  | Эдвард Бишоп                        |
| 1999      | с  | Вспомнить всё 2070                         | Total Recall 2070                        | Майкл Лилэнд                        |
| 2000      | с  | Первая волна                               | First Wave                               | доктор Берн Гэллоуэй                |
| 2001      | ф  | Безопасность вещей                         | The Safety of Objects                    | Брюс Дженнингс                      |
| 2002      | ф  | 24 часа                                    | Trapped                                  | Холден                              |
| 2003      | ф  | Пункт назначения 2                         | Final Destination 2                      | Майкл Корман                        |
| 2003      | ф  | Афера Стивена Гласса                       | Shattered Glass                          | Алек Шамперт                        |
| 2004      | тф | Джек                                       | Jack                                     | Майкл                               |
| 2004      | ф  | Держись до конца                           | Going the Distance                       | Джерри                              |
| 2004      | с  | Доктор Хаус                                | House M.D.                               | оранжевый пациент                   |
| 2005—2007 | с  | Разведка                                   | Intelligence                             | Дон Фрейзер                         |
| 2005      | ф  | Фантастическая четвёрка                    | Fantastic Four                           | доктор                              |
| 2005      | ф  | Неудачник                                  | Neverwas                                 | главный редактор                    |
| 2006      | ф  | Эффект бабочки 2                           | The Butterfly Effect 2                   | Рон Каллахан                        |
| 2007      | ф  | Нормальные                                 | Normal                                   | Дэйл                                |
| 2007—2009 | с  | Жнец                                       | Reaper                                   | мистер Оливер                       |
| 2009      | с  | Притяжению вопреки                         | Defying Gravity                          | Майк Госс                           |
| 2009      | ф  | Дело № 39                                  | Case 39                                  | врач                                |
| 2010      | ф  | Уважаемый мистер Гейси                     | Dear Mr. Gacy                            | профессор Гаррис                    |
| 2011      | ф  | Аполлон 18                                 | Apollo 18                                | Центр управления (озвучка)          |
| 2011      | ф  | Жизнь прекрасна                            | 50/50                                    | доктор Росс                         |
| 2012      | ф  | Грязные игры                               | The Company You Keep                     | старший агент ФБР                   |
| 2012      | тф | Она заставила их сделать это               | She Made Them Do It                      | Боб Хопнер                          |
| 2012      | тф | Знамение Судного дня                       | The 12 Disasters of Christmas            | Джуд                                |
| 2012—2014 | с  | Р. Л. Стайн: Время призраков               | R.L. Stine's The Haunting Hour           | отец Шона и Дэвида / отец Алисы     |
| 2014      | ф  | Большие глаза                              | Big Eyes                                 | богатый мужчина                     |
| 2015      | ф  | Пятьдесят оттенков серого                  | Fifty Shades of Grey                     | Кэррик Грей                         |
| 2017      | ф  | На пятьдесят оттенков темнее               | Fifty Shades Darker                      | Кэррик Грей                         |
| 2017      | с  | Хороший доктор                             | The Good Doctor                          | отец Джессики Престон               |
| 2018      | ф  | Пятьдесят оттенков свободы                 | Fifty Shades Freed                       | Кэррик Грей                         |
| 2021      | с  | Нэнси Дрю                                  | Nancy Drew                               | Эверетт Хадсон                      |
| 2024      | с  | Хадсон и Рекс                              | Hudson & Rex                             | Эдвард Хадсон (отец главного героя) |